# Kostá Jetagúrov
Kostá (Konstantín) Levánovich Jetagúrov (en ruso Коста́ (Константи́н) Лева́нович Хетагу́ров, en (osetio Хетæгкаты Леуаны фырт Къоста Jetägkaty Leuany fyrt Khosta)) (Nar, 15 de octubre de 1859 - 19 de marzo de 1906), fue un destacado escritor de Osetia, considerado el poeta nacional y fundador de la literatura en osético. También tuvo importancia su faceta de pintor, publicista, así como una enorme influencia en la sociedad oseta.
Nacido en la villa de Nar, en la actual Osetia del Norte, Jetagúrov estudió en Stávropol de 1871 a 1881, entrando en 1881 en la Academia de Artes de San Petersburgo. Cuatro años más tarde abandonó los estudios por dificultades económicas. De vuelta a su Osetia natal, se convirtió en un poeta prominente y sus poemas en osético se difundieron rápidamente por medio oral. También creó el diario en ruso Severni Kavkaz (1893-1902), donde publicó artículos, poemas e historias, al igual que publicó en Kazbek. Su pintura también ganó una notable popularidad, destacando especialmente una imagen de la venerada santa Nino, figura que en el siglo IV convirtió a los georgianos al cristianismo.
Receptor de las corrientes democratizadoras del arte y la literatura rusas, fue un gran ensalzador de la cultura de Osetia. Defendió la justicia social y nacional y, debido a sus críticas al gobierno del Imperio ruso, tuvo que exiliarse dos veces, una de 1891 a 1896 y una segunda de 1899 a 1902, en las que su salud va decayó enormemente, privándolo de sus habilidades creativas y sociales. Jetagúrov murió en 1906 en Karacháyevo.

## Obra
- Iron fændyr (Lira oseta, 1899) 
  - Fatima (1889)
  - Saldat (Soldado)
  - Sidzærgæs (Madre de huérfanos)
  - Chi dæ? (¿Quién eres?)